# Phaselia
Phaselia is een geslacht van vlinders van de familie spanners (Geometridae), uit de onderfamilie Ennominae.

## Soorten
- P. algiricaria Oberthur, 1913
- P. deliciosaria Lederer, 1855
- P. erika Ebert, 1965
- P. kasyi Wiltshire, 1966
- P. narynaria Oberthür, 1913
- P. phoeniciaria Turati & Krüger, 1936
- P. serrularia (Eversmann, 1847)